# Торент тракер
Торент тракер е специален сървър, който съхранява всички торент файлове на цялата система. Неговото предназначение е да получава, обработва и предава данните, използвани от клиентите за осъществяване и отчитане на обмена между потребителите – например кой е свалил даден торент, колко от съответното съдържание е свалено/качено, включен ли е към системата, ако да – какво сийдва и други параметри.